# Alison Williamson
Alison Jane Williamson (ur. 3 listopada 1971 w Melton Mowbray) – brytyjska łuczniczka, brązowa medalistka olimpijska, dwukrotna medalistka mistrzostw świata. Startowała w konkurencji łuków klasycznych.
Największym jej osiągnięciem jest brązowy medal igrzysk olimpijskich w Atenach w 2004 roku w konkurencji indywidualnej.